# Kremionki
Kremionki - Кремёнки (rus) és una ciutat de l'óblast de Kaluga, a Rússia. Es troba a la vora esquerra del Protiv, a 7 km a l'oest de Protvinó, a 20 km a l'oest de Sérpukhov i a 66 km al nord-est de Kaluga.

## Història
Ja hi havia a l'emplaçament actual de Kremionki un poble a començaments del segle xviii. El naixement i desenvolupament recent de Kremionki es deu a l'aparició de la vila veïna de Protvinó, on hi ha des del 1958 un laboratori de recerca important consagrat a la física de les partícules. La vila aconseguí l'estatus de possiólok (poble) el 1989 i el de ciutat el 2004.